# ادهاکراسی
اَدهاکراسی (انگلیسی: Adhocracy از اد هاک (Ad-hoc)( به معنای تخصصی و موردی) نوعی از سازمان است که در نقطه مقابل بوروکراسی (کاغذبازی و سلسله‌مراتب اداری) قرار دارد. این واژه برای اولین بار در سالهای ۱۹۷۰ توسط آلوین تافلر بکار برده شد و از آن زمان به بعد در اغلب تئوری‌های مدیریت سازمان (به ویژه سازمان آنلاین) مورد استفاده قرار می‌گرفته‌است که بعدها توسط محققین دیگری مانند هنری مینتزبرگ توسعه بیشتری یافت.
```
ویژگی اصلی این الگوی جدید سازماندهی، همکاری گروهی در حل مسائل و انجام کارهاست و اختیارات به کسانی تفویض می شود که به کار ویژه‌ای نزدیکترند. ساختار سازمانی ادهوکراسی قدرتمند ترین ابزار برای ایجاد تحول محسوب می شود. ایجاد تغییر به این شیوه، مغایرتی شدید با دیوان سالاری، یعنی سبک هرمی مدیریت که در آن دستورات از بالا به پایین دیکته می شود به وجود می آورد.
```

بطور کلی تفکر زیربنایی این نوع سازمان‌دهی، این است که تنها با فراهم کردن شرایطی که موجب بروز ابتکارها، احساس مسئولیت و همکاری کارکنان شود، می توان از حداکثر توان افراد بهره مند گردید. مطالعات انجام شده در سازمان‌های مختلف نشان می دهد که هر چه ساخت سازمان به ادهوکراسی متمایل‌تر می گردد، از میزان جابجایی و غیبت کارکنان کاسته می‌شود و گاهی بهره‌وری و کیفیت انجام کارها نیز بهبود می یابد.
مطالعه صدها سازمان، نشان می دهد که سیستم مدیریت بوروکراتیک برای کارهای مشخص نسبتا ثابت و جاری مناسب است و سیستم ادهوکراتیک، برای کارهای نامشخص نسبتاً ناپایدار و غیر جاری (غیر تکراری)، با موفقیت همراه است.
مینتزبرگ در آثار خود به دو شکل از ساختارهای ارگانیک اشاره می کند؛ یکی ساختار ساده و دیگری ساختار ادهوکراسی. او ضمن بحث روی این موضوع که هر سازمان از پنج بخش اساسی: بدنه عملیاتی، ستاد تخصصی، ستاد پشتیبانی، مدیران میانی و رأس استراتژیک تشکیل شده است، اظهار میکند که اگر هرکدام از این بخش ها بر فعالیت های سازمان حاکمیت پیدا کنند، موجب نوعی از ساختارهای مورد نظر وی می گردد. وی معتقد است اگر کنترل سازمان بر عهده ستاد پشتیبانی قرار داده شود، سازمان به یک ساختار ادهوکراسی دست خواهد یافت.
۴. جمع بندی
شرکت‌های بزرگ، بوسیله ایجاد ادهوکراسی‌ها (درون‌بوروکراسی‌ها) می‌توانند خلاقیت و نوآوری را ترغیب کرده و زمان بهبود محصول را کاهش دهند و کارکنان توفیق‌طلب (که ممکن است کار را ترک کرده و برای شرکت‌های دیگر کار کنند یا خود اقدام به تأسیس یک شرکت کوچک کنند) را حفظ کنند. معمولا سازمان ها در اجرای استراتژی‌های با ریسک بالا، مواقع تغییرات مهم و اساسی (اجرای راهبرد)، تنوع یا جایی که فناوری غیر تکراری و محیط پیچیده و پویا است، همچنین در مرحله شکل‌گیری سازمان، از ساختارهای ادهوکراتیک استفاده می‌کنند.
ادهوکراسی‌ها عالی‌ترین وسیله [ساختاری و سازمانی] برای واکنش نسبت به تغییرات، تسهیل در نوآوری، [ایجاد] هماهنگی بین متخصصان گوناگون هستند، ولی تعارضات درونی ایجاد می کنند و نسبت به بوروکراسی ها از کارآیی کمتری برخوردارند. علی‌رغم توجه خاص به ادهوکراسی ها در سالهای اخیر، این ساختار همچنان به عنوان ساختار غیر معمول باقی مانده است. ادهوکراسی در تعداد اندکی از صنایع، به عنوان یک شکل ساختاری متداول است. وقتی هم مورد استفاده قرار می گیرد، به عنوان طرح ساختاری جانبی در کنار بوروکراسی بکار می رود. ادهوکراسی قدرتمندترین ابزار برای ایجاد تحول موثر محسوب می‌شود.
————————————————————————-
[۱] Online Organizations
[۲] Ledocracy

## فرهنگ ادهاکراسی
طبق طبقه‌بندی کامرون و کویین (۱۹۹۹) دربارهٔ فرهنگ سازمانی ۴ نوع گونه‌بندی شناسایی شده‌است که با با ماتریس ۲×۲ نشان داده‌اند، که شامل فرهنگ سلسله‌مراتبی، فرهنگ بازاری، فرهنگ قبیله‌ای (طایفه‌ای) و فرهنگ ادهوکراسی (موقتی) است.
در فرهنگ ادهوکراسی بر انعطاف‌پذیری و بصیرت تأکید می‌شود و وجه مشخصه آن تمایزگرایی و برونگرایی است. هدف سازمان با این نوع فرهنگ، تولید محصولات/خدمات جدید است. در این سازمان‌ها، کارکنان به ریسک کردن، خلاقیت و نوآوری تشویق می‌شوند.